# STS-65
إس تي إس-65 (بالإنجليزية: STS-65)‏ الرحلة الثانية والستون ضمن برنامج مكوك الفضاء لوكالة ناسا، والرحلة السابعة عشر على متن مكوك الفضاء كولومبيا، انطلقت الرحلة في 8 يوليو 1994 من مركز كينيدي للفضاء ، وهبطت بتاريخ 23 يوليو في مركز كينيدي للفضاء أيضاً، بعد خمسة عشر يوماً مكثتها الرحلة في الفضاء، خلال الرحلة تم إجرآء عدة تجارب من خلال مختبر الفضاء IML-2 متخصصة في علوم الجاذبية والحياة، بلغ عدد الرواد المشاركين في الرحلة سبعة رواد من بينهم فرنسي واليابانية شياكي موكاي، وهي رحلة نظمت بالتعاون بين ناسا ووكالة الفضاء الأوروبية ومنظمة استكشاف الفضاء اليابانية.